# Dinner Key
Dinner Key  es un edificio histórico ubicado en Miami, Florida.  Dinner Key se encuentra inscrito  en el Registro Nacional de Lugares Históricos desde el 10 de agosto de 1995. Agregado al Registro Nacional de Lugares Históricos como Barracks and Mess Building-US Coast Guard Air Station at Dinner Key. 

## Ubicación
Dinner Key se encuentra dentro del condado de Miami-Dade en las coordenadas 25°43′55″N 80°14′07″O / 25.731944, -80.235278.